# 涧里水库
涧里水库是中国河南省三门峡市陕州区境内的一座水库，位于青龙河上，建于1960年。水库正常库容为764万立方米，集雨面积为79平方千米，海拔为779米。